# Ascidieria maculiflora
Ascidieria maculiflora är en orkidéart som beskrevs av Jeffrey James Wood. Ascidieria maculiflora ingår i släktet Ascidieria och familjen orkidéer. Inga underarter finns listade i Catalogue of Life.